# 黒潮"イケメン"二郎
黒潮TOKYOジャパン（くろしお トーキョー ジャパン、1992年9月19日 - ）は、日本の男性プロレスラー。血液型A型。東京都足立区出身。以前のリングネームは黒潮"イケメン"二郎（くろしお イケメン じろう）、イケメン二郎。
2011年にSMASHでデビュー。Wrestle-1でWRESTLE-1リザルト王座などを獲得後、2020年から2023年まで米国WWEに所属。イケメン二郎というリングネームに変更し、傘下ブランドNXTでKUSHIDAとのジャケットタイム(Jacket Time)という日本人タッグなどとして活動した。
WWE退団後は黒潮TOKYOジャパンというリングネームで全日本プロレスなどにレギュラー参戦。2025年1月に新団体、｢プロレスリングアップタウン｣旗揚げを発表した。

## 来歴

### デビュー前 - SMASH - WNC
両親共にプロレスファンで幼い頃よりプロレスが好きな父に連れられてプロレス会場に通っていた。プロレス会場にてTAJIRIの兄と黒潮の父とが知り合いになり、それが縁でTAJIRI本人とも縁が出来てハッスルの練習生への推薦を得るきっかけとなった。そして14歳でハッスルの練習生になるが、ハッスルでのデビューに向けての具体的なプランが決まらなかった事や学業などプロレス以外の物事に接した所からプロレスラーへの情熱が薄れ一度はプロレスの道から遠ざかる。練習生を辞め日中はアルバイト、夜は定時制高校に通うプロレスファンに戻っていた。しかし進路に悩んだ末SMASHトレーニング・キャンプに参加を決意、在学中に同キャンプ第2号レスラーとしてデビューが決まる。
2011年12月30日のSMASH.24にて、同キャンプ出身第1号・土肥孝司相手にデビュー。
2012年4月5日、TAJIRI以下元SMASH所属全選手、レフェリー、練習生とともに、新団体「WNC」に移籍。8月30日、後楽園ホール大会で野崎渚から奪った竹刀で土肥を滅多打ちし、大原はじめに弟子入りを宣言。大原らのユニット「DQN」に加入。しかし、その後大原がWNCを退団したうえ野崎が欠場で一人となってしまったため、本隊のメンバーとして行動した。
2013年よりイケメンを押し出し「黒潮"イケメン"二郎」に改名し、イケメンキャラを押し出して活動。手鏡を持って入場したり非常に長い入場（後述）などを見せるようになる。
2014年、WRESTLE-1後楽園ホール大会とDRAGON GATE三重大会に初参戦。

### WRESTLE-1
2014年7月1日よりTAJIRI、AKIRA、児玉裕輔、土肥孝司、藤原ライオンとともにWRESTLE-1に移籍。
8月31日、WRESTLE-1チャンピオンシップ初代王者決定トーナメント出場者決定戦でアンディ・ウーとのシングルに勝利しトーナメント出場を決めた。
11月1日、WRESTLE-1タッグチャンピオンシップ初代王者決定戦に船木誠勝とのタッグ「イケメン侍」で参戦することを表明してその後も船木とタッグを結成して活躍したが、船木の退団により2015年6月いっぱいで解散。
5月30日、武藤敬司とのシングルマッチを行えるRoad to KEIJI MUTOトーナメントで優勝。6月18日の後楽園ホールでシングルで対戦するも敗れる。会場には父も応援に来ていた。
同年後半より吉岡世起と中之上靖文と新ユニットジャケッツを結成。吉岡と中之上もジャケットを着用して試合を行っていた。
2016年1月10日、自ら「試練をください」と志願し七番勝負が決定。第三戦の高木戦終了後にスーパーJカップに出たい旨を明かす。署名活動などを行うものの参戦はできなかった。第五戦を終えた後ムタに弟子入りを志願しムタにより拉致されたのちに黒潮の化身武・殺忌苦として登場しムタとのタッグでKAI&稲葉大樹と対戦した。第六戦終了後には最後の対戦相手として師匠の船木を指名した。
- 第一戦：ウルティモ・ドラゴン
- 第二戦：関本大介
- 第三戦：高木三四郎
- 第四戦：葛西純
- 第五戦：グレート・ムタ
- 第六戦：飯伏幸太

10月9日、「今の自分には王道が足りない」と発言し、全日本プロレスに参戦。吉岡とのタッグでSUSHI&中島洋平組と試合をする。内容は、バトルモードのSUSHIに攻め込まれるも、一瞬の隙を突いて中島を丸め込み、勝利した。
11月21日、新木場1stRINGにて黒潮が全面プロデュースによる、「樋口壮士朗アワー　みんながもっとイケメンを好きになる☆」を開催。全3試合すべてに参戦し第1試合では黒潮二郎名義でTAJIRIと組みバラモン兄弟と対戦し敗北。第2試合では黒潮"イケメン"二郎のリングネームでアンディ・ウー&吉岡世起と組みIWA熱波軍を相手に対戦し勝利。第3試合では本名の樋口壮士朗の名で黒潮の父が大好きだったスペル・デルフィンを相手に対戦し勝利。第3試合のみ特別リングアナウンサーも黒潮の父が担当した。
約一週間後の11月27日、全日本プロレス両国国技館大会にて、GAORA TV チャンピオンシップに挑戦。王者の中島洋平を破り、自身初のシングルタイトルを戴冠する。しかし翌2017年1月8日の試合で左ヒザを負傷。後十字じん帯を損傷の疑いで以後の試合を欠場、GAORA TV王座も防衛せぬまま2月15日に返上した。
5月4日、近藤修司とのシングルマッチで復帰したが敗戦。その際に生じた因縁がきっかけで近藤とのジャケット・コントラ・ファンサービスマッチ（黒潮が負けたらジャケットはく奪、近藤が負けたら普段行わないファンサービスをする）が決定し、翌月の6月6日後楽園ホール大会で近藤に勝利してジャケットを死守した。試合後には近藤に自らを鍛えてほしいと志願した結果、今後もジャケットを着て闘い続けることを条件に許可をもらうことに成功し、近藤に師事するようになる。
7月12日、後楽園ホール大会で行われたWRESTLE-1 GRAND PRIX 2017に出場。NEW ERA対決となった1回戦の土肥戦を皮切りに、準決勝の征矢学と立て続けに難敵を撃破して過酷なワンデイトーナメントを勝ち抜き、初の決勝進出。勢いのままに臨んだ決勝戦では河野真幸にも勝利し、悲願の初優勝。9月2日の横浜文化体育館大会メインイベントにて芦野祥太郎が保持するWRESTLE-1チャンピオンシップへのタイトル挑戦が決定。
9月2日、横浜文化体育館大会のメインイベントでWRESTLE-1チャンピオンシップを賭け、王者・芦野に挑戦。35分を超える激闘の末に最後は芦野のアンクルロックの前にギブアップで負けてしまったものの、互いを認めつつ今後の再起を誓った。
2018年3月25日DDTプロレスリング両国国技館大会において、スーパー・ササダンゴ・マシンの持つアイアンマンヘビーメタル級王座に挑戦。
2019年3月21日、大田区総合体育館大会にて、T-Hawkが保持するWRESTLE-1チャンピオンシップに挑戦。試合は30分を越える熱戦となったが、最後はT-Hawkのケルベロスの前に敗れベルト奪取はならなかった。
翌3月22日の一夜明け会見にて、3月末日付でWRESTLE-1を退団しフリーに転向することを表明。「アメリカで一番大きい団体のチャンピオンになりたい」と、WWE入団を目標とすることを明かした。

### フリー
退団後はDDTプロレスリング、全日本プロレス、OWE、JUST TAP OUTなどの興行に参戦。また7月に上海で行われたNXTのトライアウトに参加した。9月に全日本プロレスの王道トーナメントに参戦、2回戦で宮原健斗と対戦し意気投合。以降タッグを組む機会が増える。
2019年12月をもって国内での活動を終えることを発表、自主興行を含め多くの団体に参戦。2020年1月19日に結婚披露宴を行い、数多くのレスラーや関係者が出席した。しかし、その後世界各地でのCOVID-19による渡航・入国制限により渡米を断念、国内にとどまった。
4月1日、WRESTLE-1最終興行にサプライズ登場しバトルロイヤルに出場。
4月6日、無観客興行となった全日本プロレス新木場大会に出場。欠員（来日不可の外国人枠）の出たチャンピオン・カーニバルに出場予定だったことを明かし、コロナ禍による影響を受け中止となった同大会の終了まで日本にいることを発表した。
7月、宮原、フランシスコ・アキラ、ライジングHAYATOとユニット「ケントとイケメンとアキラとハヤトの大冒険」を結成。8月31日、宮原とのタッグで諏訪魔&石川修司の持つ世界タッグ王座に挑むも敗北する。同年秋、仕切り直され開催となったチャンピオン・カーニバルに参戦するも、因縁のある諏訪魔からの1勝のみに終わる。大会終了後は表舞台から姿を消し、前述のユニットも自然消滅となった。

### WWE
2020年12月2日、WWEと契約しWWEパフォーマンスセンター入りしたことを発表した。2021年5月8日（日本時間）配信の205LIVEにてWWEデビューを果たした。リングネームは「イケメン二郎（Ikemen Jiro）」（黒潮を省いたのはWWEで登録すると実家の屋号「鍋家黒潮」に影響するのではないかと考えて）。オーガスト・グレイとのタッグでトニー・ニース、アリーヤ・デバリ組と対戦し、イケメン自身の顔がプリントされた黄色いジャケットを着用しながら出場。最後はイケメンスラッシュから自らフォール勝ちし、3カウントを奪取。WWEデビュー戦を勝利で飾った。
11月、同じくNXT所属のKUSHIDAとユニット「ジャケット・タイム」を結成。
2022年以降はNXTレベルアップやハウスショーでの活動が多くなっていたが、2023年9月に人員削減の一環としてWWEから解雇された。

### 帰国後
「イケメン二郎」の名前に対して自ら「賞味期限が近い」と感じたこととWWEとの契約の関係上そのままのリングネームを使えなくなったことから帰国を機に「黒潮TOKYOジャパン」に再改名。「『黒潮』だけだと普通」「ちょっとかっこいい」と思い「TOKYO」「ジャパン」を付けた。
11月7日・8日に行われる自主興行「どのツラ下げて帰ろうか」（新宿FACE）で日本マット復帰戦。12日に行われるDDT・両国国技館大会への参加や同日から始まる全日本・世界最強タッグ決定リーグ戦へ立花誠吾と組んで参戦することが発表されている。
2024年3月19日、7月12日に自主興行「みんながもっと東京日本を好きになる」（新宿FACE）を開催。7月の自主興行では、離婚を発表し、「世の中の女全員倒す」と宣言。しかし、アジャ・コングに敗戦し、更生を誓った。
2025年1月13日、自身の15周年記念興行「キングオブスタイルストロング」（後楽園ホール）を開催。その中で新団体「プロレスリングアップタウン」の4月16日旗揚げを発表した。所属選手は自身と立花誠吾、花園桃花の3名。

## 人物
- 入場は「世界一長い」とまで称される[24]。
  - 福山雅治「HELLO」を流して入場するが、観客席に乱入したりリング内に入る寸前でフェイントをかけるなど、曲がフルコーラス流れ終わるまでリングインしない[25]。場合によってはフルコーラス流れ終わると退場、観客からのアンコールを受けて再度「HELLO」を流しつつ入場することもある。
  - 福山サイドには使いはじめてから7年間無許可だったが、2019年12月9日に同年の福山の男性限定ライブ告知動画に抜擢され出演、晴れて福山の認めるところとなった[25][26]。
- 実家はTAJIRI行きつけの「鍋家黒潮」という料理店で、リングネームはその屋号と父親の名前「二郎」に由来する[3]。
- 父はスペル・デルフィンの大ファンで、実家にもプロレスのマスクがたくさんある。母は新日本プロレスのタイガー服部レフェリーと親戚関係。TAJIRIの兄と父親が知り合いで、黒潮もTAJIRIとは幼少期から顔見知りだった[27]。
- 大原＆野崎とのチーム「株式会社DQN」入りしてからは、水泳帽に競泳用ゴーグルを着用し、試合中技を掛ける時も受ける時もホイッスルを吹き鳴らすキャラクターに変身した。
- イケメンを押し出している理由は小林香萌がWNC時代に「WNCってイケメンがいませんよね？」とTAJIRIに発言してから自らがイケメンになったのが理由だと言う。
- イケメンキャラになってから特徴的な柄のジャケットの着用にこだわりを持っている。イケメンキャラになった初期に着ていた水色のジャケットは実家の鍋屋に来店した演歌歌手が鍋屋にプレゼントした物で、黒潮が試合などで着用する姿を見て喜んでいたとのこと。また、「もっと自分自身が浸透するまでは、今のスタイルで、ジャケットを着続ける」と答えつつ「でもいつかジャケットを脱いで勝負したい気持ちもあります」とも答えていていつかジャケットを脱ぎキャラクターに捕らわれない選手になりたいと誓っている。[28]
- 緊張はあまりしないタイプだが、「俺しかいないんだろ」と言って動いてきた中でWRESTLE-1から「本当にオマエしかいねえよ」というようなプレッシャーを感じるようになったらしい[29]。
- 自分を追い込むのが好きでMを自称するが、自分をどこまでも追い込んで、それを解き放った時にとんでもないSになると言っている[29]。
- 2017年のインタビューでは「あそこまでキャリアが浅いのに、プロレスがうまくて強くて、そして面構えがいい。俺の中だと、パーフェクトなんですよね」と芦野祥太郎を非常に高く評価している[29]。
- 自身が人気を集めている要因に関しては、2017年の専門誌の取材で「みんなが言ってくれるほど、自分は運動神経がいいとは思わないんですよ。イケメンって呼びやすいのがいいのか、ジャケットを着てることでの隙間産業だからか。…わかんない」と答えている[29]。
- 2018年1月8日放送のフジテレビ系『みんなのニュース』のコーナー「気になるあの職業の給料」に取材出演。（放送当時の）年収が500万円と公表した[30]。
- 2019年末、小学生からの幼なじみの女性と結婚[31]。
- 2024年7月12日、自主興行のオープニングにて離婚したことを発表した。離婚の原因は、浮気ではなく、シンプルに不仲になったからとのこと。
- WWE時代から新団体旗揚げの構想はあり、当時から立花誠吾に"あと1、2年WWEでやってみて出世できなかったら、日本に帰って団体をやる"と語っていたという[1]。

## タイトル歴
WRESTLE-1
- WRESTLE-1リザルトチャンピオンシップ
- UWA世界6人タッグ王座
- WRESTLE-1タッグチャンピオンシップ
- Road to KEIJI MUTOトーナメント優勝
- WRESTLE-1 GRAND PRIX優勝

全日本プロレス
- GAORA TV王座

DDTプロレスリング
- DDT EXTREME級王座
- アイアンマンヘビーメタル級王座(第1600代)

SMASH
- SMASH王座（第3代）

## 得意技
リングネームを改名後、イケメン殺法として様々な技を使用していることが多い。

### フィニッシュ・ホールド
イケメンスラッシュ
変形トラース・キック。ハーフダウン状態の相手に見栄を切って軽快なステップを踏み、右足裏で相手の顔面に蹴りを叩き込む。または、相手が両膝立ちの状態で相手の顔面にソバットを叩き込む強烈な蹴り技。バズソーキックからの連続技で繰り出すこともあるイケメンの打撃フィニッシュ・ホールド。
イケメンサルト
イケメンの主なフィニッシュホールド。ムーンサルトプレス。
ハイブリッドブラスター
ハンマーロック式ツームストン・パイルドライバー。
相手の左腕をハンマーロックで固めてから相手を逆さまにして持ち上げて抱え込み、そのまま相手を頭頂部からマットへ激突させる。イケメンの師匠である船木誠勝のフィニッシュムーブ。
イケメンクラッチ
クラッチ後、ジャケットを広げて見得を切る。

### 打撃技
エルボー
エルボー・スタンプ
バックエルボー
張り手
バックハンド・チョップ
チョップ・スマッシュ
ドロップキック
延髄斬り
スーパーキック
バズソーキック

### 投げ技
スープレックス
イケメン・ラナ
イケメン落とし
脇で相手の両足を固定し、両腕を掴んで落とす変形ビーチブレイク。タックルで相手を担ぎ上げてから、両足を脇に固定しなおして真っ逆さまに落とす。谷嵜なおきのインプラントと同型。

### 飛び技
スワントーンボム
スタンディング・ムーンサルト
イケメンスパイラル
スワントーンボムの体勢で飛んで体を半捻りにして決めるムーンサルトプレスで、神田裕之の使うトルナド・デ・アカプルコと同型の技。
IKEMEN COASTER
トップロープから相手に決める飛びつき回転エビ固め。命名者は、かつてW-1にいたタイ人のリングスタッフから。
IKEMEN SPHERE
通常の飛びつき回転エビ固め。技の公開はIKEMEN COASTERが先。
IKEMEN FLASH
カバーに入られたところを切り返してフォールを狙う技。命名者はこれもまたタイ人のリングスタッフ。

## 入場テーマ
- NIGHT FLIGHT
- HELLO（福山雅治） - 国内にて使用中[25]
- Ganbare!（内田智之） - WWEで使用

## メディア出演

### 映画
- リングサイド・ストーリー（2017年10月14日、彩プロ） - 梅宮健太役

### ドラマ
- 焼肉プロレス （2019年、テレビ大阪） -  新藤隼人役

### 舞台
- 撃弾☆ボディプレス『イキザマ』（2015年12月25日 - 27日、北千住シアター1010） - 樋口壮二郎役[32]